# La torre de la soledad
La torre de la soledad es una miniserie televisiva de 1998, dirigida por Alberto Negrin y entre otros interpretada por Ben Cross y Peter Weller.
El guion ha sido escrito por George Eastman, el propio Negrin y Luigi Montefiori, está basado sobre la novela La torre de la solitudine de Valerio Máximo Manfredi.
La película está compuesto de episodios de 60 minutos, y en la Rai Uno siempre ha sido transmitido en dos partes.
La banda sonora, compuesta por Ennio Morricone, comprende la canción And will you love me?, cantada por Antonella Ruggiero.

## Trama
Diana, una joven y atractiva arqueóloga, está dispuesta a revelar el misteroso legado de su padre, el doctor Shannon, perdido en África durante la investigación de la "Torre del Primer Nacido", un lugar misterioso que según antiguas leyendas custodia el secreto del espacio y del tiempo.
Diana emprende el viaje ignorando las advertencias de sus amigos y superando diversos peligros, conocerá al oficial Léon que está al mando de la legion extranjera. 
Finalmente, junto con Rashid, un misterioso príncipe del desierto, Diana encuentra el lugar misterioso y a su padre.

## Enlaces
- La torre de la solitudine - La novela de Valerio Máximo Manfredi (1997), en la que se basa la miniserie.

- Datos: Q3790916